# Sanzeno (archäologischer Fundplatz)
Sanzeno ist ein archäologischer Fundplatz im Trentino (Italien) und mitnamengebend für die Fritzens-Sanzeno-Kultur. Die auf dem Gebiet der heutigen Ortschaft Sanzeno im Nonstal in der Eisenzeit entstandene Siedlung bestand über einen Zeitraum von etwa 1000 Jahren bis zum Frühmittelalter. Viele Fundstücke sind vor Ort im Rätischen Museum ausgestellt.

## Geschichte

### Die Räter

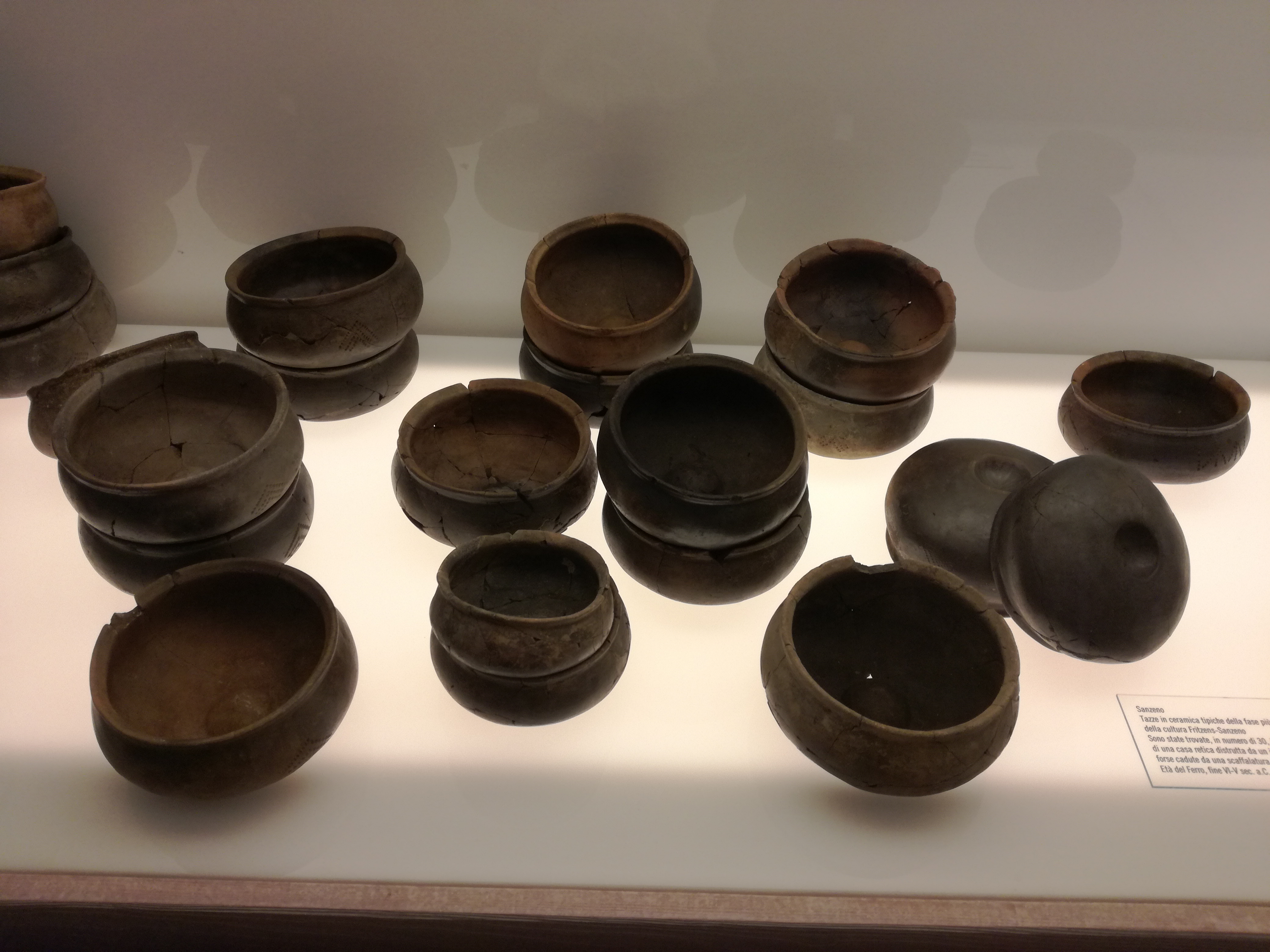
Keramiktassen der Fritzens-Sanzeno Kultur (Rätisches Museum Sanzeno)

Das in griechischen und römischen Quellen als Räter bezeichnete Volk besaß in Sanzeno eine ihrer größten Siedlungen in den Zentral- und Ostalpen. Die zugleich größte Siedlung der Jüngeren Eisenzeit im Trentino erstreckte sich auf einem etwa 2 km langen und bis zu 1 km breiten Plateau auf einer Fläche von etwa 21 ha, das seitlich von zwei kleinen Tälern geschützt war, durch die östlich der Rio San Romedio und westlich der Rio Sies fließen. Sie bestand aus kleinen Gruppen von Grubenhäusern, die über das gesamte Plateau verstreut waren.
Einige wenige Funde belegen, dass die Gegend bereits zu Ende der Bronzezeit und der Älteren Eisenzeit von Menschen begangen wurde. Erste Gebäudespuren werden dem 7. oder 6. Jahrhundert v. Chr. zugeordnet. Am Ende des 6. Jahrhunderts war die Fritzens-Sanzeno- oder rätische Kultur in Sanzeno konsolidiert und erreichte zwischen dem 5. und 4. Jahrhundert v. Chr. ihre Blütezeit.
In letzterer nahm die rätische Siedlung in Sanzeno vorstädtische Züge an, mit eng aneinander gebauten Grubenhäusern, die sich auch die Mauern teilten. Bis dahin waren die Häuser in isolierter Lage errichtet worden. Die urbanistische Entwicklung, die eine Planung erkennen lässt, war vermutlich durch äußere Einflüsse bedingt und folgte der Entwicklung im etruskisch-italischen Raum.
Strittig ist, welche Funktion die Häuser zum Teil ausübten und welche Rolle der Siedlung insgesamt zukam. Der Annahme, dass es sich um Wohnhäuser mit darin befindlichen Werkstätten für die Metallverarbeitung handelte, die auch als Warenhäuser dienten, steht die Annahme gegenüber, dass es sich aufgrund der zahlreichen Fundstücke aus Bronze und Eisen um eine Art Schatzhäuser handelte, die für kulturelle Praktiken bestimmt waren. Hans Nothdurfter stellte anhand einiger im Ortsteil Casalini gefundener Votivfiguren sogar in den Raum, dass dieser Bereich von Sanzeno als eine Art rätisches Heiligtum gedient haben könnte. Als Kompromiss wurde vorgeschlagen, dass es sich bei den betroffenen Gebäuden um Häuser der Oberschicht gehandelt haben könnte. Letztere nahm möglicherweise auch eine besondere religiöse Stellung in der Gesellschaft ein.
Wenn auch ein religiöser Bezug anhand der Fundstücke von vornherein nicht ausgeschlossen werden kann, spricht gegen die Theorie eines rätischen Heiligtums, dass die Bauten wesentlich von den üblichen für Kultzwecke genutzten Brandopferplätzen abweichen. Wegen der sehr lückenhaften Informationen ist eine exakte Lokalisierung und Beschreibung der Kultplätze in Sanzeno nicht möglich, zumal die freigelegten Gebäudereste, die zweifellos als Wohnräume gedient haben, keine größeren Abweichungen aufweisen. Die in Sanzeno gefundenen Gebäudespuren waren jedenfalls mit ausschlaggebend, dass die nach diesem Muster errichteten Gebäude als sogenannte rätische Häuser definiert wurden.
Die bedeutende Anzahl von Gegenständen aus anderen Kulturkreisen, die in Sanzeno gefunden wurden, unterstreichen die Bedeutung des Ortes als Handelsplatz. Sehr wahrscheinlich wurde hier auch Eisen verarbeitet, wenn auch bei Grabungen keine Spuren von Öfen entdeckt wurden. Neben dem etruskisch-italischen Raum, bestanden Kontakte auch mit den Kelten. Für kriegerische Einfälle der Kelten, wie in der Vergangenheit angenommen, fehlen allerdings eindeutige archäologische Beweise. Ab Ende des 3. Jahrhunderts v. Chr. tauchen Hinweise auf erste Kontakte mit den Römern auf.

### Die Römer

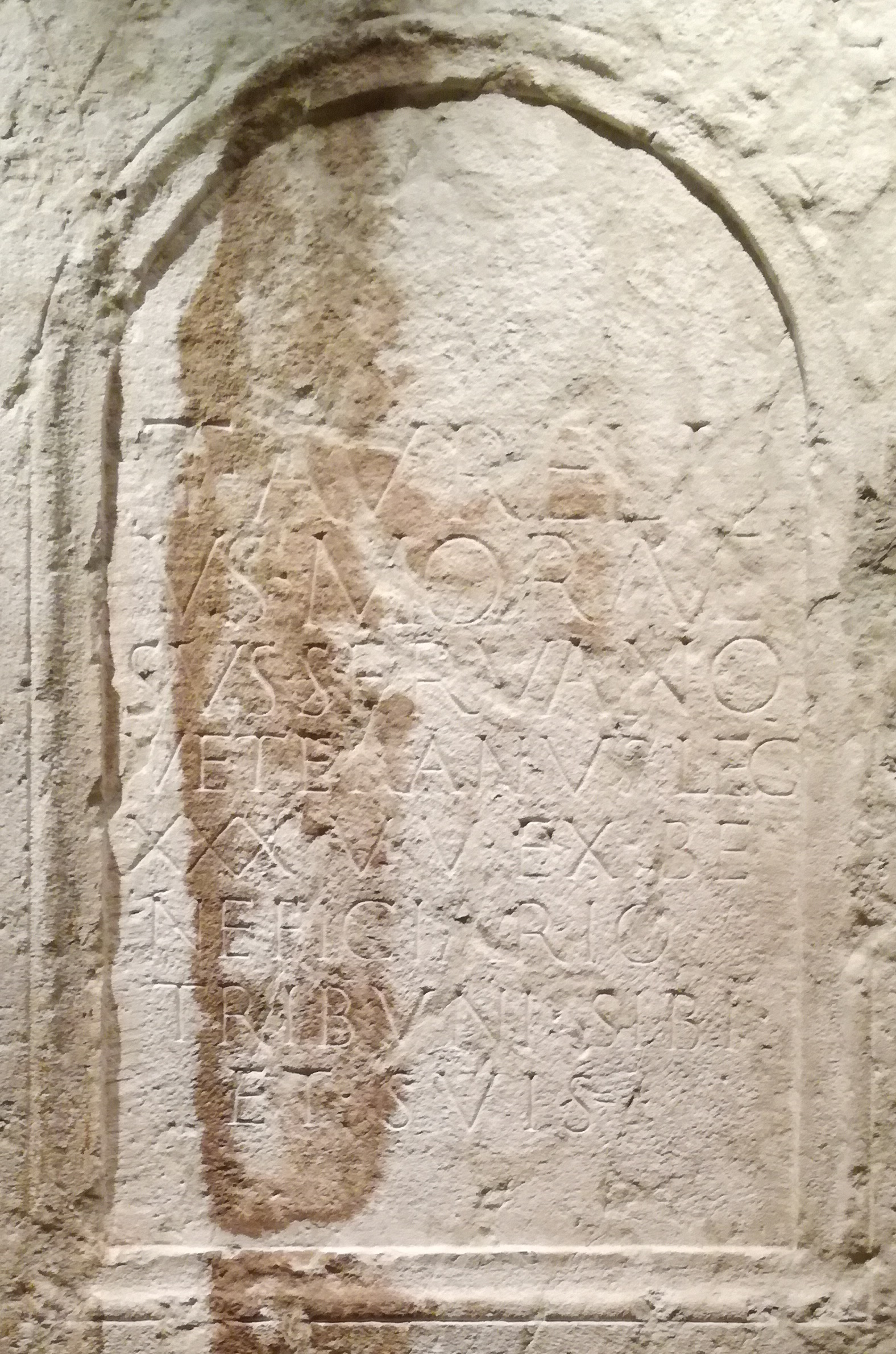
Grabstein des römischen Veteranen Titus Aurelius Moravesus Servano der Legio XXX Ulpia Victrix (Rätisches Museum Sanzeno)

Die Fritzens-Sanzeno-Kultur verschwand nach Berührung mit der römischen Zivilisation im 1. Jahrhundert v. Chr. Die rätische Siedlung wurde dabei nicht, wie in der Vergangenheit angenommen, von den Römern kriegerisch eingenommen, sondern schrittweise romanisiert. Die Forschung geht mittlerweile davon aus, dass der Prozess der Romanisierung in Sanzeno noch vor den augusteischen Alpenfeldzügen des Drusus und Tiberius 15 v. Chr. einsetzte.
Eine wichtige Rolle spielten dabei die Römerstraßen. Zwei davon führten nach Anaunia, eine von der Via Claudia Augusta im Etschtal abzweigend und eine zweite, die vom Gardasee kommend über den Sattel von Andalo in das Tal führte. Zur Romanisierung trugen ebenfalls Veteranen der römischen Armee bei, die sich nach ihrer aktiven Dienstzeit im Tal niederließen. Mit der Verleihung des römischen Bürgerrechts, wie auf der Tabula Clesiana festgehalten, war die Romanisierung 46 n. Chr. zumindest offiziell abgeschlossen. Dass es sich um keine vollständige Romanisierung handelte, geht aus demselben von Kaiser Claudius verabschiedeten Erlass hervor. So wurden den Anaunern neben den Bürgerrechten auch eine gewisse Eigenständigkeit gewährt, wie der Fortbestand ihrer vorrömischen Namen oder die Verehrung ihrer Götterwelt.
Beim römischen Sanzeno handelte es sich um kein urbanes Zentrum, sondern vielmehr um eine Reihe von Gebäuden, aus deren spontanen Zusammenschluss eine zusammenhängende Siedlung entstand. Die Anzahl der in Sanzeno gefundenen römischen Inschriften lässt den Schluss zu, dass es sich um eines der bedeutendsten Zentren im Nonstal gehandelt haben muss. Auf den etwa ein Dutzend Inschriften sind 19 Personen erwähnt, die zwischen dem 1. und 4. Jahrhundert n. Chr. lebten. Der Großteil der Inschriften, nämlich acht, konzentriert sich auf das 1. und 2. Jahrhundert n. Chr. Die zahlreichen lokalen Gentilnamen auf den Inschriften unterstreichen die Präsenz einer wirtschaftlich relativ bedeutenden Klasse in Sanzeno.
Die Wirtschaft in Sanzeno basierte in der Römerzeit auf traditionellen Aktivitäten. Der Großteil der Bevölkerung widmete sich dem Ackerbau und der Viehzucht. Besondere Bedeutung kam dem Wald zu, der nicht nur Holz, sondern auch Harz und Pech lieferte. Das bereits in rätischer Zeit gefestigte Handwerk erfuhr unter den Römern eine weitere Entwicklung. Es bestanden Werkstätten für die Verarbeitung von Eisen und Bronze für den landwirtschaftlichen und häuslichen Gebrauch. Womöglich existierten eigene metallurgische Werkstätten für die Herstellung von Fibeln und Bronzefiguren, die eine bereits in der Eisenzeit begonnene Tradition fortsetzten. Des Weiteren gab es Ziegelbrennereien für Dach- und Mauerziegeln. Anhand der zahlreich vor Ort gefundenen, ebenfalls aus Ziegeln hergestellten Gewichte für Webstühle ist davon auszugehen, dass die Weberei nicht unbedeutend war. Über der Handel langte andere Gegenstände, wie Öllampen nach Sanzeno.
Zeugnisse über die Götterwelt in Sanzeno liefern erneut die gefundenen Inschriften. Nachgewiesen sind Kulte für Jupiter, Concordia-Augusta und Hercules. Zudem wurden in Sanzeno Bronzefiguren von anderen Göttern, wie Mercurius, Minerva, Priapus und Faunus gefunden. Außerdem bestand ein kleiner, der Diana geweihter Tempel sowie ein dem Saturn geweihter Altar. Erstere bestand noch zu Ende des 4. Jahrhunderts n. Chr. Ab dem 3. Jahrhundert n. Chr. breitete sich in Sanzeno der Mithraskult aus, der durch Veteranen eingeführt wurde. Die in Sanzeno gefundenen Reliefspuren des Kultes weisen starke Ähnlichkeiten mit aus Anatolien stammenden Mitrasreliefs auf. Womöglich bestand am Beginn der San-Romedio-Schlucht ein Mithräum. Dass die vorrömischen Riten und Götter dennoch weiter bestanden und verehrt wurden, geht nach Bucchi aus dem Widerstand gegenüber der Christianisierung hervor, der mit Martyrium der drei 397 n. Chr. getöteten kappadokischen Missionare seinen Höhepunkt erreichte.
Wenig ist über die römischen Nekropolen in Sanzeno bekannt. Vermutlich lagen sie am Rand des Plateaus. Der Standort einer 1849 entdeckten Grabstätte lässt sich nicht mehr exakt bestimmen. An der Straße nach San Romedio wurden 1984 die Reste eines Einzelgrabes entdeckt. Die im Bereich der Basilika  Santi Martiri Anauniesi gefundenen Grabplatten aus der mittleren Römischen Kaiserzeit befanden sich ursprünglich an einer anderen unbekannten Stelle und wurden erst später an ihren Fundplatz gebracht.
Im Zusammenhang mit dem Martyrium des Sisinius 397 n. Chr. wird nach Giuseppe Gerola der Name Metho erstmals in den Texten des Anonymus Valesianus erwähnt. Ob es sich dabei um den Namen der römisch-rätischen Siedlung auf dem Gebiet des heutigen Sanzeno handelt, ist unklar. Nach Enrico Cavada ist eine exakte räumliche Zuordnung des vicus aufgrund fehlender Quellen nicht möglich.
Der Name Metho lehnt sich nach Carlo Battisti an den Ortsnamen Mechel an. Mechel, heute ein Ortsteil des Hauptortes des Nonstales Cles, war ein frühgeschichtlicher Kultplatz, der von der Bronzezeit bis zum Ende des römischen Reiches bestand. Der Ursprung des vorrömischen Ortsnamens könnte sich aus dem etruskischen methlun (dt. Volk) ableiten. Nach Paolo Orsi hat der Name dagegen keltische Wurzeln.

## Entdeckungsgeschichte

### Bis zum Ersten Weltkrieg

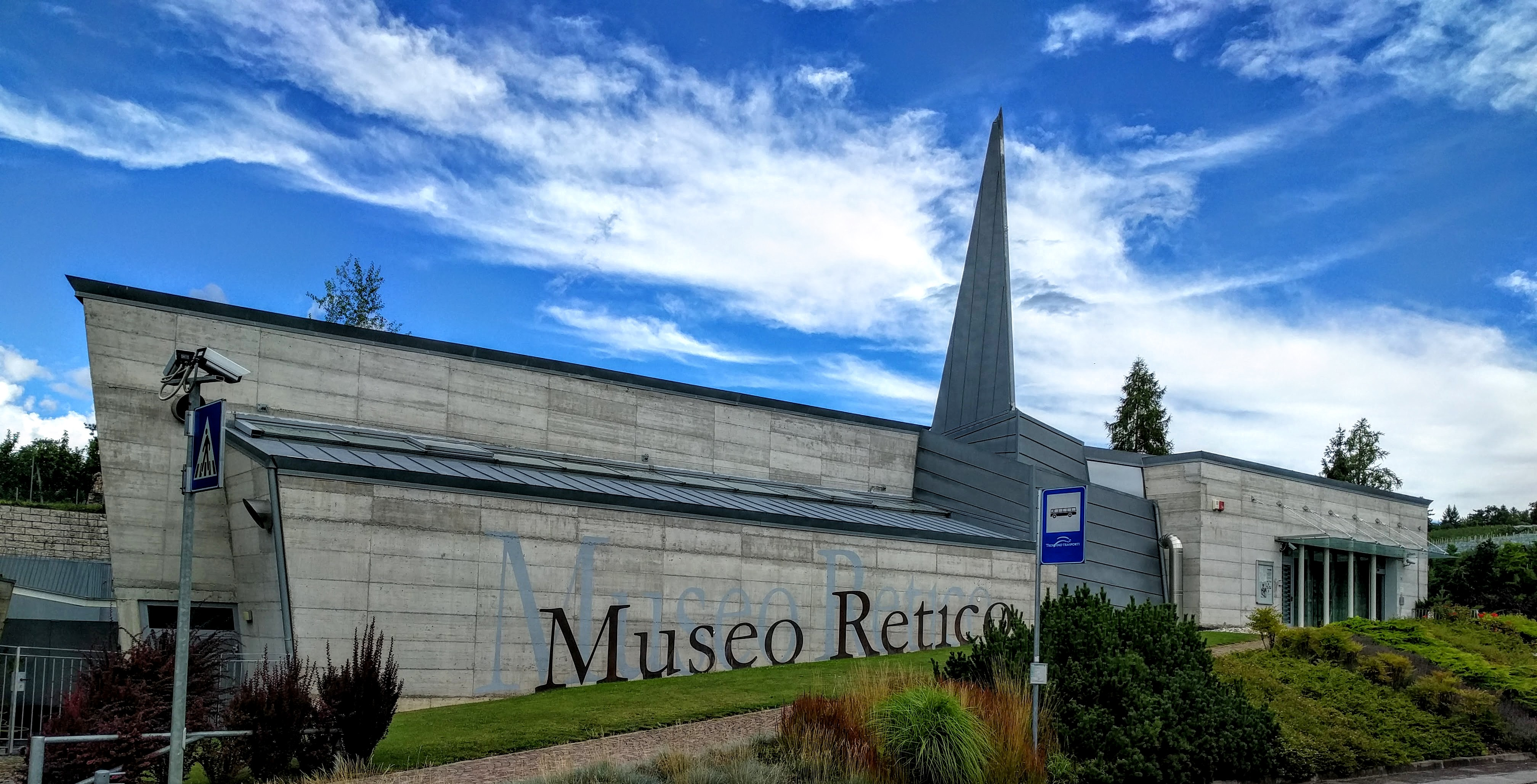
Das in Sanzeno im Ortsteil Casalini 2003 eröffnete Rätische Museum

Das Interesse der Altertumsforscher für das Nonstal und für Sanzeno im Speziellen ging mit der Entwicklung der Archäologie im 19. Jahrhundert einher. Der Ort war aber bereits vorher für seine antiken Fundstücke bekannt, so ließ der Fürstbischof von Trient Johannes Hinderbach 1472 auf der Suche nach den sterblichen Überresten der drei Märtyrer Grabungen vornehmen. Auch Pier Andrea Mattioli vermerkte im 16. Jahrhundert, dass in Sanzeno zahlreiche alte Münzen und andere Gegenstände aus Metall gefunden wurden. Aber erst ab der Mitte des 18. Jahrhunderts begann sich die Bedeutung des archäologischen Fundplatzes abzuzeichnen, die mit den ersten Ausgrabungen im 19. Jahrhundert ihre Bestätigung fanden.
Der erste dokumentierte Fund aus Sanzeno, ein bronzene Kriegerfigur mit rätischer Inschrift aus dem 5. Jahrhundert v. Chr., ist mit 1846 datiert. Während die Figur mittlerweile Teil der Sammlungen der Provinz Trient ist, landeten ab der Mitte des 19. Jahrhunderts zahlreiche von der örtlichen Bevölkerung gemachte Funde wegen fehlender Schutzbestimmungen auf dem Antiquitätenmarkt. 1849 wurde eine römische Grabstätte entdeckt und zwischen 1850 und 1855 wurde eine Reihe von kleineren Gegenständen gefunden. 1869 wurden am Eingang der San-Romedio-Schlucht bei Feldarbeiten die Reste eines Reliefs mit einem Mithras-Motiv ausgegraben. Ein weiteres Reliefteil wurde 1911 gefunden, weshalb man davon ausgehen kann, dass an der Stelle wahrscheinlich ein Mithräum bestand.
Weitere Zufallsfunde wurden in den folgenden Jahren durch die lokale Bevölkerung gemacht. Die als wertvoll angesehenen Fundstücke wurden verkauft, den anderen schenkte man keine größere Beachtung und gingen verloren. Aus Beschreibungen von 1886 geht hervor, dass mehrere Örtlichkeiten in Sanzeno mit antiken Mauerresten geradezu übersät waren und eine Fläche von etwa 1 km² bedeckten. Zu den Fundstücken gehörten vor allem Münzen und Waffen, weshalb man vermutete, dass am Eingang zur San-Romedio-Schlucht ein kleines römisches Kastell stand. 1898 wurden bei privaten Grabungen über 100 Fibeln unterschiedlichster Art sowie weiteres Material gefunden. Teile des Fundes landeten im Tiroler Landesmuseum in Innsbruck. Infolge der Funde ließ der Direktor des Museums Franz von Wieser ab 1901 Grabungen in Sanzeno durchführen. Die nicht sehr erfolgreiche Grabungskampagne brachte zwischen 1901 und 1902 Fundstücke aus der Eisen- und Römerzeit zu Tage. Erstere wurden von Simone Weber ausführlich beschrieben.
1906 wurde eine Bernsteinperle gefunden. Es handelt sich um das bis dato einzige in Sanzeno entdeckte Fundstück aus Bernstein. Vermutlich wurde sie ebenfalls in das Tiroler Landesmuseum gebracht. Beim Bau der Trasse für die Lokalbahn Dermulo–Mendel wurden weitere Stücke ausgegraben. Da der Handel mit archäologischen Fundstücken in der Donaumonarchie erlaubt war, landete der Großteil der Fundstücke in den Museen von Bozen, Meran und Trient sowie vor allem im Ferdinandeum in Innsbruck. Ein kleinerer Teil gelangte in Sammlerhände.
Zu Beginn des 20. Jahrhunderts war Sanzeno bereits ein renommierter archäologischer Fundort, und die Nachfrage nach antiken Artefakten aus Sanzeno führte dazu, dass Fälschungen auf dem Markt auftauchten. Zugleich interessierte sich die Archäologie zusehends für den Ort. Es wurden methodologische Studien über die bereits entdeckten Funde angefertigt und stratigraphische Forschungen angestellt. Gero von Merhart, der Nachfolger Wiesers, begann die Funde im Ferdinandeum systematisch zu katalogisieren, zu fotografieren und neu zu deuten.

### Nach 1920

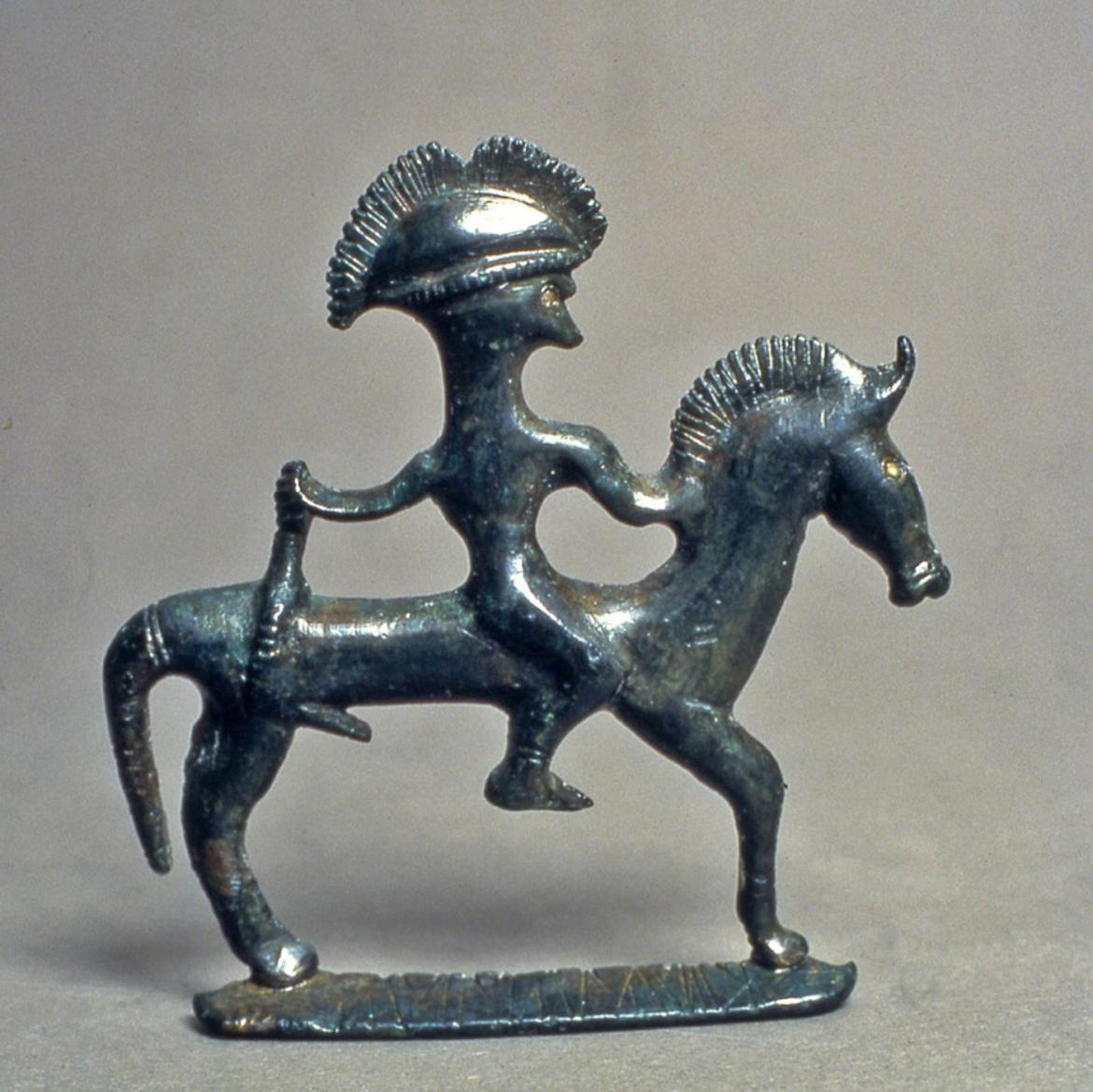
Der 1949 zufällig in einer Sandgrube entdeckte Reiter von Sanzeno (Rätisches Museum Sanzeno)

Mit dem Anschluss an das Königreich Italien nach dem Ende des Ersten Weltkrieges kamen nicht nur wesentlich restriktivere Gesetze zur Geltung, was den Handel von archäologischen Fundstücke betraf, sondern es fanden auch erstmals systematische archäologische Grabungen in Sanzeno statt. Zwischen 1927 und 1928 wurden im Zuge der Ausbauarbeiten an der Staatsstraße SS 43 dir della Val di Non unter der Leitung von Ettore Ghislanzoni erstmals systematisch Ausgrabungen durchgeführt. Dabei wurden sowohl eine Reihe weiterer Objekte gefunden als auch Grundmauern von Gebäuden freigelegt. Anhand von Tonscherben gelang eine Datierung des Fundplatzes auf die Zeit La Tène B. Bei einer zweiten etwa 30 m von der ersten entfernten Grabung wurden die Mauerreste von weiteren vier Gebäuden freigelegt. Alle freigelegten Gebäudereste wiesen, wie bereits bei früheren Grabungen festgestellt, Brandspuren auf. Bei der von Ghislanzoni geleiteten Grabungskampagne wurde auch einige angeschmolzene Bronzefiguren entdeckt, die starke etruskische Einflüsse aufwiesen und etwa um 500 v. Chr. entstanden. Die große Anzahl von gefundenen Werkzeugen aus Eisen, lassen den Schluss zu, dass der Ort ein Zentrum der Metallverarbeitung war und mit den hergestellten Utensilien im ganzen norditalienischen Raum Handel getrieben wurde. Unter den zwischen 1927 und 1928 entdeckten Fundstücken befand sich auch ein Negauer Helm.
Bei Grabungen in den 1930er Jahren wurden mehrere Gräber aus der Römerzeit freigelegt. Unter anderem wurde ein römischer Grabstein aus dem 1. oder 2. Jahrhundert n. Chr. entdeckt. Besonderes Interesse weckte der Fund von mehreren zoomorphen Bronzefiguren, darunter der Reiter von Sanzeno, die zwischen 1947 und 1949 alle an der gleichen Stelle gefunden wurden. Die Votivfiguren weisen rätische Inschriften auf und stammen wahrscheinlich aus lokaler Produktion. Ob sie ein Indiz dafür sind, dass der Ort ein Kultplatz war, ist wegen fehlender andere Belege, allerdings umstritten. Auch was die Datierung anbelangt, bestehen unterschiedliche Hypothesen. Nach Giulia Fogolari weisen sie Ähnlichkeiten mit einigen keltischen Objekten und mit Bronzefiguren der frühetruskischen Epoche auf. Sie datierte die Entstehungszeit der Figuren zwischen dem 4. und 3. Jahrhundert v. Chr.
Giulia Fogolari leitete auch die Grabungskampagne zwischen 1950 und 1955, bei der eine weitere zoomorphe Bronzefigur an anderer Stelle gefunden wurde. Des Weiteren wurden unter ihrer Leitung die Grundmauern mehrerer rätischer Häuser freigelegt. In einem der Gebäude befanden sich größere Mengen von angebranntem Hafer und Getreide sowie in geringere Menge Gerste. Der Fund lässt den Schluss, dass die Siedlung ein landwirtschaftliches Zentrum gewesen sein könnte. Anhand der Ergebnisse der Grabungskampagne konnte sowohl die Bauweise als auch die Anordnung der Siedlung rekonstruiert werden. Erneut wiesen alle freigelegten Grundmauern Brandspuren auf.
Zwischen dem Ende der 1950er und dem Ende der 1970er Jahre fanden keine größere Grabungen in Sanzeno statt. Dennoch kam es in dieser Grabungspause zu Funden. So wurden 1966 die Reste eines dem Hercules geweihten Altars freigelegt. 1975 wurde ein weiterer römischer Votivaltar und im Jahr darauf bei Bauarbeiten Teile einer römischen Säule entdeckt. 1981 wurde in der Nähe der Apsis der Basilika bei Kanalisationsarbeiten ein Grabstein des römischen Veteranen Titus Aurelius Moravesus Servano der Legio XXX Ulpia Victrix freigelegt. Bei den Grabungskampagnen in den 1980er Jahren wurde eindeutig die Überlagerung des römischen über den rätischen Horizont festgestellt. Die durch eine rege Bautätigkeit angeregten Kampagnen konzentrierten sich auf Bereiche nördlich des historischen Ortskern, die bis dahin noch nicht von Archäologen untersucht worden waren. Insgesamt wurden dabei die Reste von acht Gebäuden freigelegt, die der frühen rätischen Besiedlung zwischen dem Ende des 6. und Beginn des 5. Jahrhunderts v. Chr. zugeordnet wurden. Vier der Gebäude waren eindeutig von römischen Bauten überlagert. Bei den anderen vier waren die römischen Spuren weniger evident. Allen gemeinsam war, dass die älteren vorrömischen Bauten bei der Errichtung der römischen Häuser entweder nicht mehr genutzt und aufgelassen oder sogar verfallen und zerstört waren. Bei den Grabungen wurden keine Hinweise auf die Existenz von Straßen, öffentlichen Plätzen oder infrastrukturellen Einrichtungen gefunden.
1990 wurde am südlichen Rand in der Mitte des Plateaus die Reste eines römischen Gebäudes mit den Gräbern mehrerer Neugeborener und über 120 Münzen entdeckt. Die Münzen stammen aus einem über 400 Jahre erstreckenden Zeitraum von
7 v. Chr. bis 398 n. Chr. Zudem wurden die Reste weiterer vier rätischer Gebäude freigelegt.
Während Aushubarbeiten konnten zwischen 2014 und 2015 weitere Grabungen durch die Provinz Trient durchgeführt werden. Neben Spuren aus der rätischen und römischen Epoche wurden auch neun Gräber aus dem Frühmittelalter entdeckt, die dem Ende des 6. und der Mitte des 7. Jahrhunderts zugeordnet wurden.